# کینتانار د لا اردن
کینتانار د لا اردن (به اسپانیایی: Quintanar de la Orden) یک شهرستان در اسپانیا است که در استان تولدو واقع شده‌است.

## خصوصیات
کینتانار د لا اردن ۸۸ کیلومترمربع مساحت و ۱۰٬۴۷۱ نفر جمعیت دارد و ۶۹۱ متر بالاتر از سطح دریا واقع شده‌است.